# Новотного перекриття фінське-1
Перекриття́ Новотного фі́нське-1 — ідея в шаховій композиції, яка являє собою одну із форм перекриття Новотного. Суть ідеї — спроба, в якій створено дві загрози спростовується ходом пішака, який включає свої фігури — туру і слона. В новій фазі щоб не було цього спростування, пішак забирається і в варіантах почергово проходять мати з використанням перекриття Новотного.

## Історія
Ця ідея може розглядатись як різновид вираження перекриття Новотного. Цей задум дещо відмінний від базового класичного перекриття Новотного.
На початку 30-х років XX століття ідея чеського проблеміста Антоніна Новотного (22.08.1827 — 09.03.1871) зацікавила шахових композиторів з Фінляндії, і при вираженні його ідеї знайшли інший підхід для втілення в задачі його задуму.
Для вираження ідеї потрібно дві фази. В початковій позиції слон і тура перекриті своїм пішаком  і під час хибного ходу виникають дві загрози мату на перекритих тематичних лініях, але ходом пішака цей хибний хід спростовується. В наступній фазі тематичний пішак, який стоїть на полі перекриття забирається, щоб не було спростування пішаком і проходять мати на перекриття Новотного.
Оскільки ідею запропонували фінські проблемісти, і існує ще один задум фінських шахових композиторів, пов'язаний з перекриттям Новотного,то ця ідея дістала назву — перекриття Новотного фінське-1, саме така назва ідеї вказується в книзі J. Valladäo Monteiro «222 Temas #2». Це перекриття є складовою іншої ідеї — перекриття Новотного азербайджанське.
|   | a | b | c | d | e | f | g | h |   |
| 8 | b8 білий король · f7 білий слон · h7 чорний слон · b6 чорний пішак · e6 біла тура · f6 чорний пішак · c4 біла тура · e4 чорний пішак · f4 чорна тура · b3 чорний ферзь · a2 чорний король · c1 білий ферзь | b8 білий король · f7 білий слон · h7 чорний слон · b6 чорний пішак · e6 біла тура · f6 чорний пішак · c4 біла тура · e4 чорний пішак · f4 чорна тура · b3 чорний ферзь · a2 чорний король · c1 білий ферзь | b8 білий король · f7 білий слон · h7 чорний слон · b6 чорний пішак · e6 біла тура · f6 чорний пішак · c4 біла тура · e4 чорний пішак · f4 чорна тура · b3 чорний ферзь · a2 чорний король · c1 білий ферзь | b8 білий король · f7 білий слон · h7 чорний слон · b6 чорний пішак · e6 біла тура · f6 чорний пішак · c4 біла тура · e4 чорний пішак · f4 чорна тура · b3 чорний ферзь · a2 чорний король · c1 білий ферзь | b8 білий король · f7 білий слон · h7 чорний слон · b6 чорний пішак · e6 біла тура · f6 чорний пішак · c4 біла тура · e4 чорний пішак · f4 чорна тура · b3 чорний ферзь · a2 чорний король · c1 білий ферзь | b8 білий король · f7 білий слон · h7 чорний слон · b6 чорний пішак · e6 біла тура · f6 чорний пішак · c4 біла тура · e4 чорний пішак · f4 чорна тура · b3 чорний ферзь · a2 чорний король · c1 білий ферзь | b8 білий король · f7 білий слон · h7 чорний слон · b6 чорний пішак · e6 біла тура · f6 чорний пішак · c4 біла тура · e4 чорний пішак · f4 чорна тура · b3 чорний ферзь · a2 чорний король · c1 білий ферзь | b8 білий король · f7 білий слон · h7 чорний слон · b6 чорний пішак · e6 біла тура · f6 чорний пішак · c4 біла тура · e4 чорний пішак · f4 чорна тура · b3 чорний ферзь · a2 чорний король · c1 білий ферзь | 8 |
| 7 | b8 білий король · f7 білий слон · h7 чорний слон · b6 чорний пішак · e6 біла тура · f6 чорний пішак · c4 біла тура · e4 чорний пішак · f4 чорна тура · b3 чорний ферзь · a2 чорний король · c1 білий ферзь | b8 білий король · f7 білий слон · h7 чорний слон · b6 чорний пішак · e6 біла тура · f6 чорний пішак · c4 біла тура · e4 чорний пішак · f4 чорна тура · b3 чорний ферзь · a2 чорний король · c1 білий ферзь | b8 білий король · f7 білий слон · h7 чорний слон · b6 чорний пішак · e6 біла тура · f6 чорний пішак · c4 біла тура · e4 чорний пішак · f4 чорна тура · b3 чорний ферзь · a2 чорний король · c1 білий ферзь | b8 білий король · f7 білий слон · h7 чорний слон · b6 чорний пішак · e6 біла тура · f6 чорний пішак · c4 біла тура · e4 чорний пішак · f4 чорна тура · b3 чорний ферзь · a2 чорний король · c1 білий ферзь | b8 білий король · f7 білий слон · h7 чорний слон · b6 чорний пішак · e6 біла тура · f6 чорний пішак · c4 біла тура · e4 чорний пішак · f4 чорна тура · b3 чорний ферзь · a2 чорний король · c1 білий ферзь | b8 білий король · f7 білий слон · h7 чорний слон · b6 чорний пішак · e6 біла тура · f6 чорний пішак · c4 біла тура · e4 чорний пішак · f4 чорна тура · b3 чорний ферзь · a2 чорний король · c1 білий ферзь | b8 білий король · f7 білий слон · h7 чорний слон · b6 чорний пішак · e6 біла тура · f6 чорний пішак · c4 біла тура · e4 чорний пішак · f4 чорна тура · b3 чорний ферзь · a2 чорний король · c1 білий ферзь | b8 білий король · f7 білий слон · h7 чорний слон · b6 чорний пішак · e6 біла тура · f6 чорний пішак · c4 біла тура · e4 чорний пішак · f4 чорна тура · b3 чорний ферзь · a2 чорний король · c1 білий ферзь | 7 |
| 6 | b8 білий король · f7 білий слон · h7 чорний слон · b6 чорний пішак · e6 біла тура · f6 чорний пішак · c4 біла тура · e4 чорний пішак · f4 чорна тура · b3 чорний ферзь · a2 чорний король · c1 білий ферзь | b8 білий король · f7 білий слон · h7 чорний слон · b6 чорний пішак · e6 біла тура · f6 чорний пішак · c4 біла тура · e4 чорний пішак · f4 чорна тура · b3 чорний ферзь · a2 чорний король · c1 білий ферзь | b8 білий король · f7 білий слон · h7 чорний слон · b6 чорний пішак · e6 біла тура · f6 чорний пішак · c4 біла тура · e4 чорний пішак · f4 чорна тура · b3 чорний ферзь · a2 чорний король · c1 білий ферзь | b8 білий король · f7 білий слон · h7 чорний слон · b6 чорний пішак · e6 біла тура · f6 чорний пішак · c4 біла тура · e4 чорний пішак · f4 чорна тура · b3 чорний ферзь · a2 чорний король · c1 білий ферзь | b8 білий король · f7 білий слон · h7 чорний слон · b6 чорний пішак · e6 біла тура · f6 чорний пішак · c4 біла тура · e4 чорний пішак · f4 чорна тура · b3 чорний ферзь · a2 чорний король · c1 білий ферзь | b8 білий король · f7 білий слон · h7 чорний слон · b6 чорний пішак · e6 біла тура · f6 чорний пішак · c4 біла тура · e4 чорний пішак · f4 чорна тура · b3 чорний ферзь · a2 чорний король · c1 білий ферзь | b8 білий король · f7 білий слон · h7 чорний слон · b6 чорний пішак · e6 біла тура · f6 чорний пішак · c4 біла тура · e4 чорний пішак · f4 чорна тура · b3 чорний ферзь · a2 чорний король · c1 білий ферзь | b8 білий король · f7 білий слон · h7 чорний слон · b6 чорний пішак · e6 біла тура · f6 чорний пішак · c4 біла тура · e4 чорний пішак · f4 чорна тура · b3 чорний ферзь · a2 чорний король · c1 білий ферзь | 6 |
| 5 | b8 білий король · f7 білий слон · h7 чорний слон · b6 чорний пішак · e6 біла тура · f6 чорний пішак · c4 біла тура · e4 чорний пішак · f4 чорна тура · b3 чорний ферзь · a2 чорний король · c1 білий ферзь | b8 білий король · f7 білий слон · h7 чорний слон · b6 чорний пішак · e6 біла тура · f6 чорний пішак · c4 біла тура · e4 чорний пішак · f4 чорна тура · b3 чорний ферзь · a2 чорний король · c1 білий ферзь | b8 білий король · f7 білий слон · h7 чорний слон · b6 чорний пішак · e6 біла тура · f6 чорний пішак · c4 біла тура · e4 чорний пішак · f4 чорна тура · b3 чорний ферзь · a2 чорний король · c1 білий ферзь | b8 білий король · f7 білий слон · h7 чорний слон · b6 чорний пішак · e6 біла тура · f6 чорний пішак · c4 біла тура · e4 чорний пішак · f4 чорна тура · b3 чорний ферзь · a2 чорний король · c1 білий ферзь | b8 білий король · f7 білий слон · h7 чорний слон · b6 чорний пішак · e6 біла тура · f6 чорний пішак · c4 біла тура · e4 чорний пішак · f4 чорна тура · b3 чорний ферзь · a2 чорний король · c1 білий ферзь | b8 білий король · f7 білий слон · h7 чорний слон · b6 чорний пішак · e6 біла тура · f6 чорний пішак · c4 біла тура · e4 чорний пішак · f4 чорна тура · b3 чорний ферзь · a2 чорний король · c1 білий ферзь | b8 білий король · f7 білий слон · h7 чорний слон · b6 чорний пішак · e6 біла тура · f6 чорний пішак · c4 біла тура · e4 чорний пішак · f4 чорна тура · b3 чорний ферзь · a2 чорний король · c1 білий ферзь | b8 білий король · f7 білий слон · h7 чорний слон · b6 чорний пішак · e6 біла тура · f6 чорний пішак · c4 біла тура · e4 чорний пішак · f4 чорна тура · b3 чорний ферзь · a2 чорний король · c1 білий ферзь | 5 |
| 4 | b8 білий король · f7 білий слон · h7 чорний слон · b6 чорний пішак · e6 біла тура · f6 чорний пішак · c4 біла тура · e4 чорний пішак · f4 чорна тура · b3 чорний ферзь · a2 чорний король · c1 білий ферзь | b8 білий король · f7 білий слон · h7 чорний слон · b6 чорний пішак · e6 біла тура · f6 чорний пішак · c4 біла тура · e4 чорний пішак · f4 чорна тура · b3 чорний ферзь · a2 чорний король · c1 білий ферзь | b8 білий король · f7 білий слон · h7 чорний слон · b6 чорний пішак · e6 біла тура · f6 чорний пішак · c4 біла тура · e4 чорний пішак · f4 чорна тура · b3 чорний ферзь · a2 чорний король · c1 білий ферзь | b8 білий король · f7 білий слон · h7 чорний слон · b6 чорний пішак · e6 біла тура · f6 чорний пішак · c4 біла тура · e4 чорний пішак · f4 чорна тура · b3 чорний ферзь · a2 чорний король · c1 білий ферзь | b8 білий король · f7 білий слон · h7 чорний слон · b6 чорний пішак · e6 біла тура · f6 чорний пішак · c4 біла тура · e4 чорний пішак · f4 чорна тура · b3 чорний ферзь · a2 чорний король · c1 білий ферзь | b8 білий король · f7 білий слон · h7 чорний слон · b6 чорний пішак · e6 біла тура · f6 чорний пішак · c4 біла тура · e4 чорний пішак · f4 чорна тура · b3 чорний ферзь · a2 чорний король · c1 білий ферзь | b8 білий король · f7 білий слон · h7 чорний слон · b6 чорний пішак · e6 біла тура · f6 чорний пішак · c4 біла тура · e4 чорний пішак · f4 чорна тура · b3 чорний ферзь · a2 чорний король · c1 білий ферзь | b8 білий король · f7 білий слон · h7 чорний слон · b6 чорний пішак · e6 біла тура · f6 чорний пішак · c4 біла тура · e4 чорний пішак · f4 чорна тура · b3 чорний ферзь · a2 чорний король · c1 білий ферзь | 4 |
| 3 | b8 білий король · f7 білий слон · h7 чорний слон · b6 чорний пішак · e6 біла тура · f6 чорний пішак · c4 біла тура · e4 чорний пішак · f4 чорна тура · b3 чорний ферзь · a2 чорний король · c1 білий ферзь | b8 білий король · f7 білий слон · h7 чорний слон · b6 чорний пішак · e6 біла тура · f6 чорний пішак · c4 біла тура · e4 чорний пішак · f4 чорна тура · b3 чорний ферзь · a2 чорний король · c1 білий ферзь | b8 білий король · f7 білий слон · h7 чорний слон · b6 чорний пішак · e6 біла тура · f6 чорний пішак · c4 біла тура · e4 чорний пішак · f4 чорна тура · b3 чорний ферзь · a2 чорний король · c1 білий ферзь | b8 білий король · f7 білий слон · h7 чорний слон · b6 чорний пішак · e6 біла тура · f6 чорний пішак · c4 біла тура · e4 чорний пішак · f4 чорна тура · b3 чорний ферзь · a2 чорний король · c1 білий ферзь | b8 білий король · f7 білий слон · h7 чорний слон · b6 чорний пішак · e6 біла тура · f6 чорний пішак · c4 біла тура · e4 чорний пішак · f4 чорна тура · b3 чорний ферзь · a2 чорний король · c1 білий ферзь | b8 білий король · f7 білий слон · h7 чорний слон · b6 чорний пішак · e6 біла тура · f6 чорний пішак · c4 біла тура · e4 чорний пішак · f4 чорна тура · b3 чорний ферзь · a2 чорний король · c1 білий ферзь | b8 білий король · f7 білий слон · h7 чорний слон · b6 чорний пішак · e6 біла тура · f6 чорний пішак · c4 біла тура · e4 чорний пішак · f4 чорна тура · b3 чорний ферзь · a2 чорний король · c1 білий ферзь | b8 білий король · f7 білий слон · h7 чорний слон · b6 чорний пішак · e6 біла тура · f6 чорний пішак · c4 біла тура · e4 чорний пішак · f4 чорна тура · b3 чорний ферзь · a2 чорний король · c1 білий ферзь | 3 |
| 2 | b8 білий король · f7 білий слон · h7 чорний слон · b6 чорний пішак · e6 біла тура · f6 чорний пішак · c4 біла тура · e4 чорний пішак · f4 чорна тура · b3 чорний ферзь · a2 чорний король · c1 білий ферзь | b8 білий король · f7 білий слон · h7 чорний слон · b6 чорний пішак · e6 біла тура · f6 чорний пішак · c4 біла тура · e4 чорний пішак · f4 чорна тура · b3 чорний ферзь · a2 чорний король · c1 білий ферзь | b8 білий король · f7 білий слон · h7 чорний слон · b6 чорний пішак · e6 біла тура · f6 чорний пішак · c4 біла тура · e4 чорний пішак · f4 чорна тура · b3 чорний ферзь · a2 чорний король · c1 білий ферзь | b8 білий король · f7 білий слон · h7 чорний слон · b6 чорний пішак · e6 біла тура · f6 чорний пішак · c4 біла тура · e4 чорний пішак · f4 чорна тура · b3 чорний ферзь · a2 чорний король · c1 білий ферзь | b8 білий король · f7 білий слон · h7 чорний слон · b6 чорний пішак · e6 біла тура · f6 чорний пішак · c4 біла тура · e4 чорний пішак · f4 чорна тура · b3 чорний ферзь · a2 чорний король · c1 білий ферзь | b8 білий король · f7 білий слон · h7 чорний слон · b6 чорний пішак · e6 біла тура · f6 чорний пішак · c4 біла тура · e4 чорний пішак · f4 чорна тура · b3 чорний ферзь · a2 чорний король · c1 білий ферзь | b8 білий король · f7 білий слон · h7 чорний слон · b6 чорний пішак · e6 біла тура · f6 чорний пішак · c4 біла тура · e4 чорний пішак · f4 чорна тура · b3 чорний ферзь · a2 чорний король · c1 білий ферзь | b8 білий король · f7 білий слон · h7 чорний слон · b6 чорний пішак · e6 біла тура · f6 чорний пішак · c4 біла тура · e4 чорний пішак · f4 чорна тура · b3 чорний ферзь · a2 чорний король · c1 білий ферзь | 2 |
| 1 | b8 білий король · f7 білий слон · h7 чорний слон · b6 чорний пішак · e6 біла тура · f6 чорний пішак · c4 біла тура · e4 чорний пішак · f4 чорна тура · b3 чорний ферзь · a2 чорний король · c1 білий ферзь | b8 білий король · f7 білий слон · h7 чорний слон · b6 чорний пішак · e6 біла тура · f6 чорний пішак · c4 біла тура · e4 чорний пішак · f4 чорна тура · b3 чорний ферзь · a2 чорний король · c1 білий ферзь | b8 білий король · f7 білий слон · h7 чорний слон · b6 чорний пішак · e6 біла тура · f6 чорний пішак · c4 біла тура · e4 чорний пішак · f4 чорна тура · b3 чорний ферзь · a2 чорний король · c1 білий ферзь | b8 білий король · f7 білий слон · h7 чорний слон · b6 чорний пішак · e6 біла тура · f6 чорний пішак · c4 біла тура · e4 чорний пішак · f4 чорна тура · b3 чорний ферзь · a2 чорний король · c1 білий ферзь | b8 білий король · f7 білий слон · h7 чорний слон · b6 чорний пішак · e6 біла тура · f6 чорний пішак · c4 біла тура · e4 чорний пішак · f4 чорна тура · b3 чорний ферзь · a2 чорний король · c1 білий ферзь | b8 білий король · f7 білий слон · h7 чорний слон · b6 чорний пішак · e6 біла тура · f6 чорний пішак · c4 біла тура · e4 чорний пішак · f4 чорна тура · b3 чорний ферзь · a2 чорний король · c1 білий ферзь | b8 білий король · f7 білий слон · h7 чорний слон · b6 чорний пішак · e6 біла тура · f6 чорний пішак · c4 біла тура · e4 чорний пішак · f4 чорна тура · b3 чорний ферзь · a2 чорний король · c1 білий ферзь | b8 білий король · f7 білий слон · h7 чорний слон · b6 чорний пішак · e6 біла тура · f6 чорний пішак · c4 біла тура · e4 чорний пішак · f4 чорна тура · b3 чорний ферзь · a2 чорний король · c1 білий ферзь | 1 |
|   | a | b | c | d | e | f | g | h |   |

1. Td6? ~ 2. Ta4, Tс2#, 1. ... e3!
1. Tе:e4! ~ 2. Ta4, Tс2 #
1. ...T:e4 2. Tс2#
1. ... L:e4 2. Ta4#
- — - — - — -
1. ... D:c4 2. L:c4#